# We Came Here To Love (canción)
«We Came Here To Love» es una canción de estilo pop en inglés cantada y compuesta por el tenor francés Sébastien Izambard, incluida en su disco We Came Here To Love (2017).
La canción es el primer sencillo del álbum. 